# خورخي غوتيريز (لاعب إسكواش)
خورخي غوتيريز (بالإسبانية: Jorge Gutiérrez) هو لاعب إسكواش أرجنتيني، ولد في 6 سبتمبر 1979.

## وصلات خارجية
- خورخي غوتيريز على موقع SquashInfo.com (الإنجليزية)